# 배스 대학교
배스 대학교(University of Bath) 또는 바스 대학교는 영국 바스에 위치한 공립 연구형 대학이다. 이 대학교의 주 캠퍼스는 유네스코의 세계 유산 도시 바스를 들여다볼 수 있는 클래버튼 다운에 위치해 있으며 1964년에 당시 모더니스트 스타일로 건조되었다.
이 대학교는 유럽 대학 협회 소속이다.

## 같이 보기
- 영국의 대학 목록